# Orpington (kip)

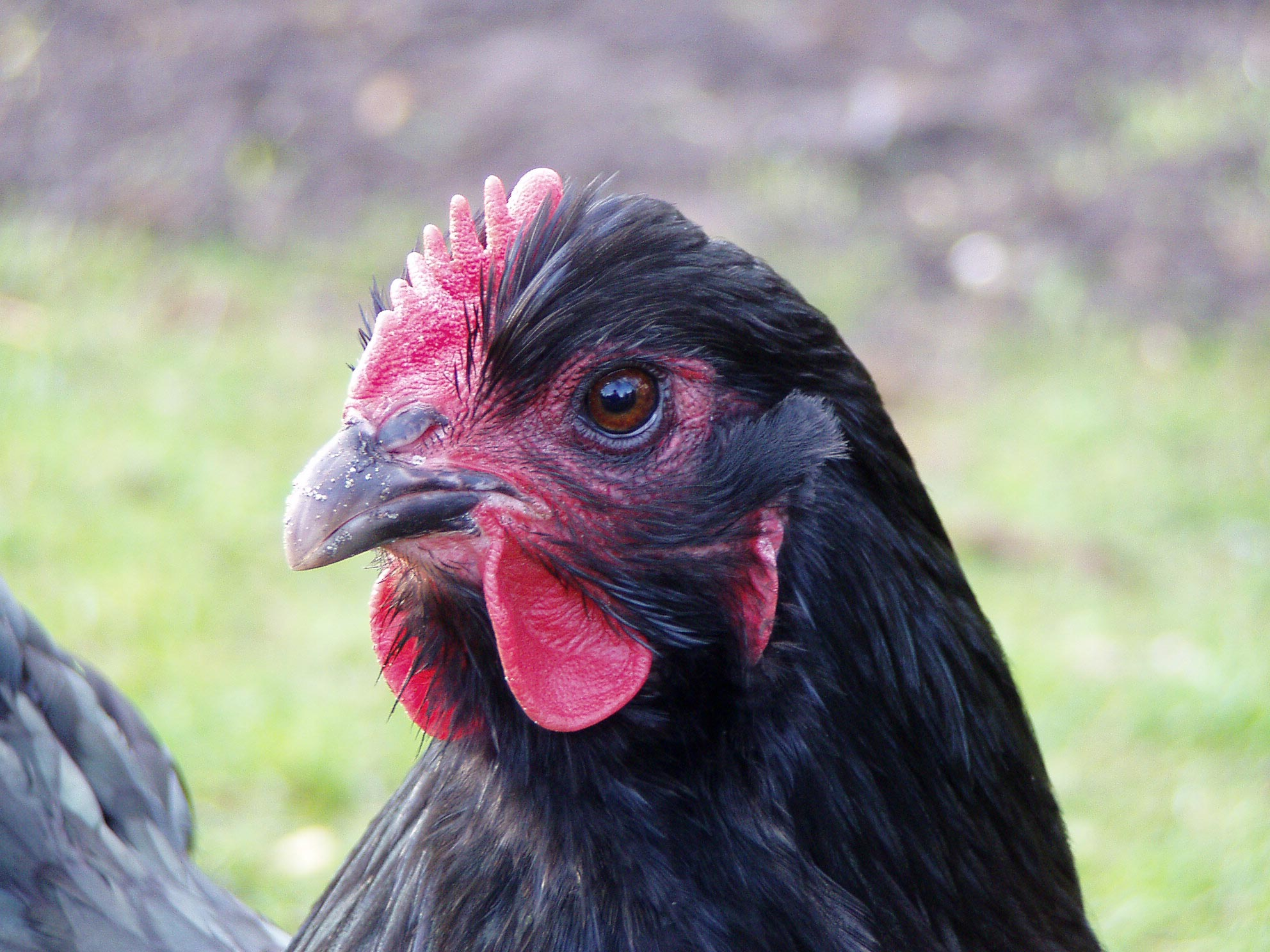
Kopstudie van een Orpingtonhen

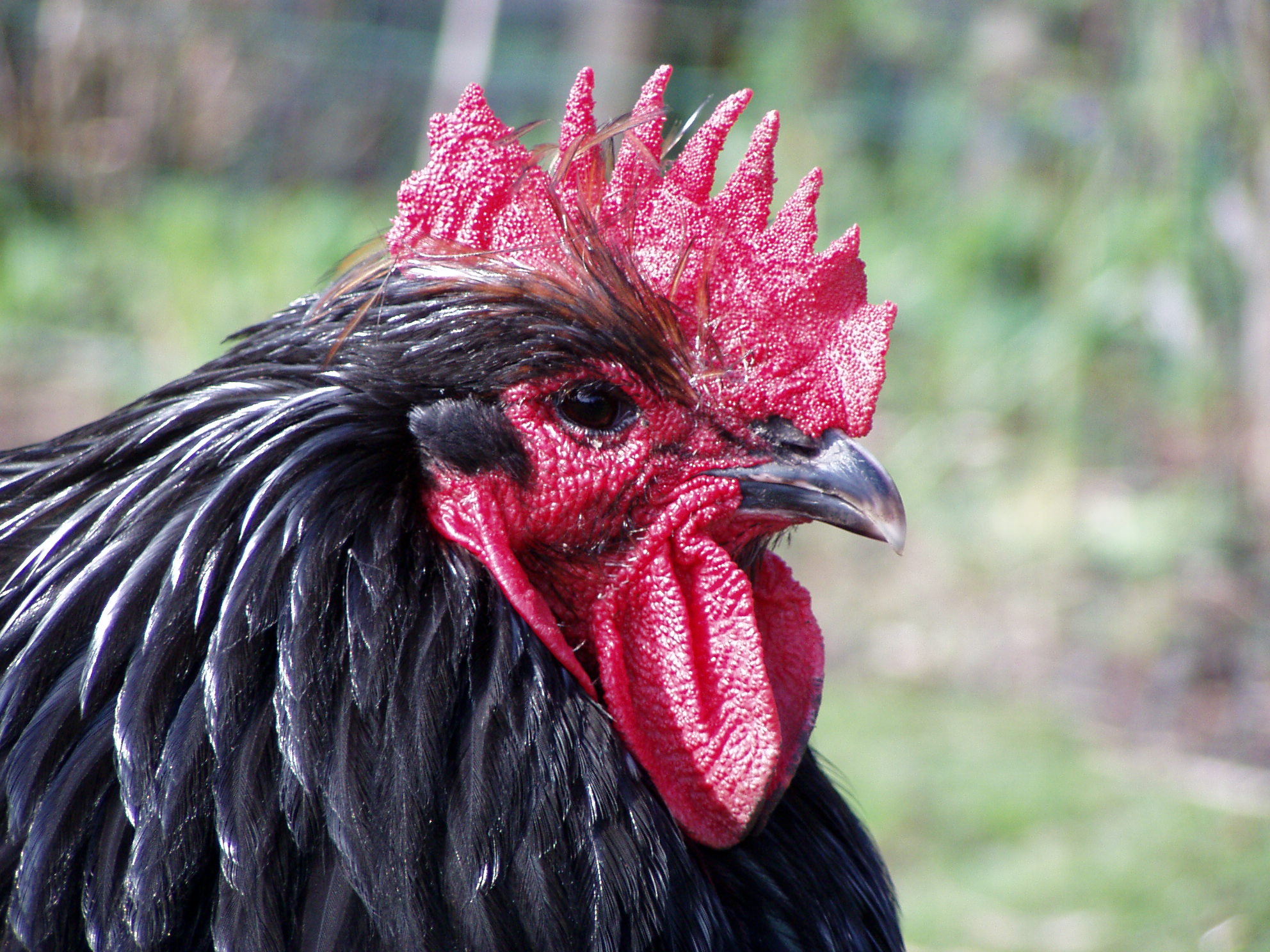
Zwarte Orpington-haan

De Orpington is een groot Engels kippenras. Het is een rijk bevederd ras met een brede borst, hoge rug en een relatief kleine kop en staart. De Orpington werd oorspronkelijk gefokt als "dual-purpose" ras (zowel voor het vlees als voor de eieren), maar het ras is in plaats daarvan voornamelijk bekend geworden als tentoonstellingsras. Hun grote formaat en "zachte" verschijning gecombineerd met hun sprekende kleuren en vloeiende contouren maakt ze erg geschikt voor tentoonstellingen.
De Orpington is een rustig, vrij tam kippenras dat niet hoog kan vliegen.

## Geschiedenis
De oorspronkelijke Orpington werd in 1886 gefokt door William Cook. Hij kruiste Minorca's, Langshans en Plymouth Rocks om een nieuw ras te verkrijgen. Cook noemde het ras naar zijn woonplaats in Kent, Verenigd Koninkrijk. De eerste Orpingtons zagen er ongeveer uit zoals de Langshan en waren zwart. Tussen 1889 en 1905 fokte Cook ook witte, buff (lichtbruine) en blauwgekeurde Orpingtons. Het ras werd beroemd vanwege de grote legcapaciteit.

## Verschijning
Enkele karakteristieken van de Orpington zijn:
- Zwaar (3 tot 4 kilo);
- Zachte, donzige bevedering die de poten van de kip bijna bedekt;
- Ronde vormen met een U-vormig onderlijf;
- Een kleine kop.
- Een enkele kam.
- Komt voor in verschillende kleuren.

## Kleuren
Naast de oorspronkelijke kleuren (zwart, wit, buff, blauwgezoomd), bestaan er tegenwoordig ook tal van andere kleurslagen, bijvoorbeeld porseleinkleurig, rood, koekoek, gezoomd en berken. De oorspronkelijke kleuren worden echter ook tegenwoordig nog het meeste gefokt.

## Eieren
Orpingtons leggen 140 eieren per jaar. Over het algemeen stoppen ze niet met leggen in de winter. De eieren zijn bruin en klein in verhouding tot de grootte van de kip.

## Fotogalerij

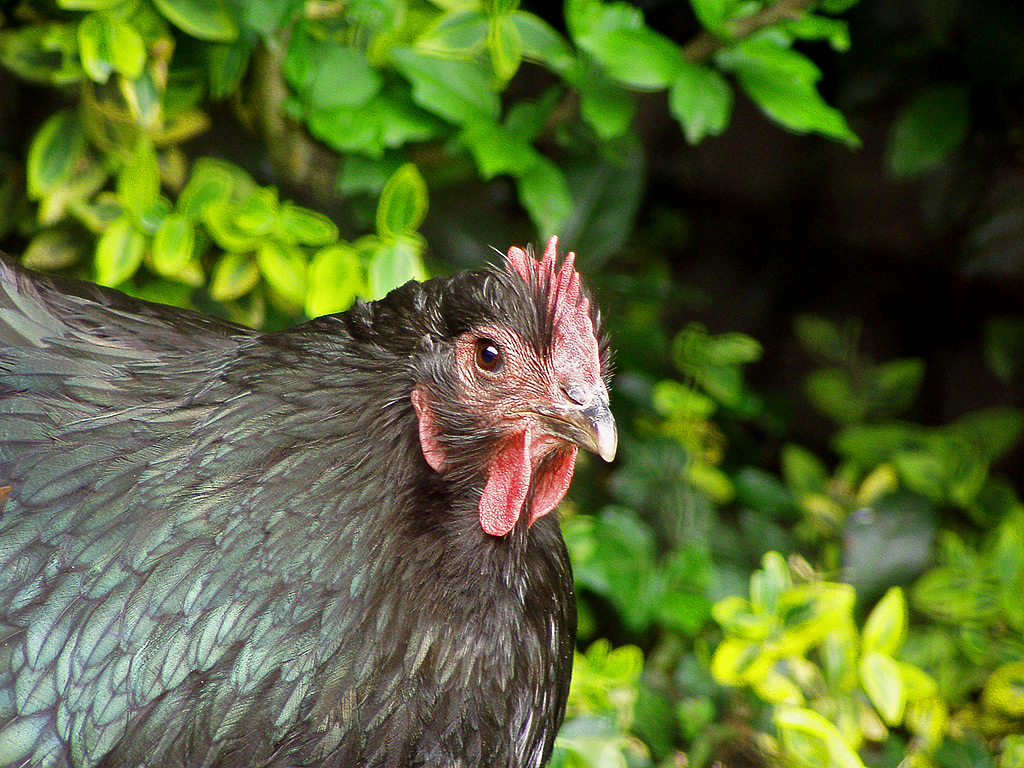
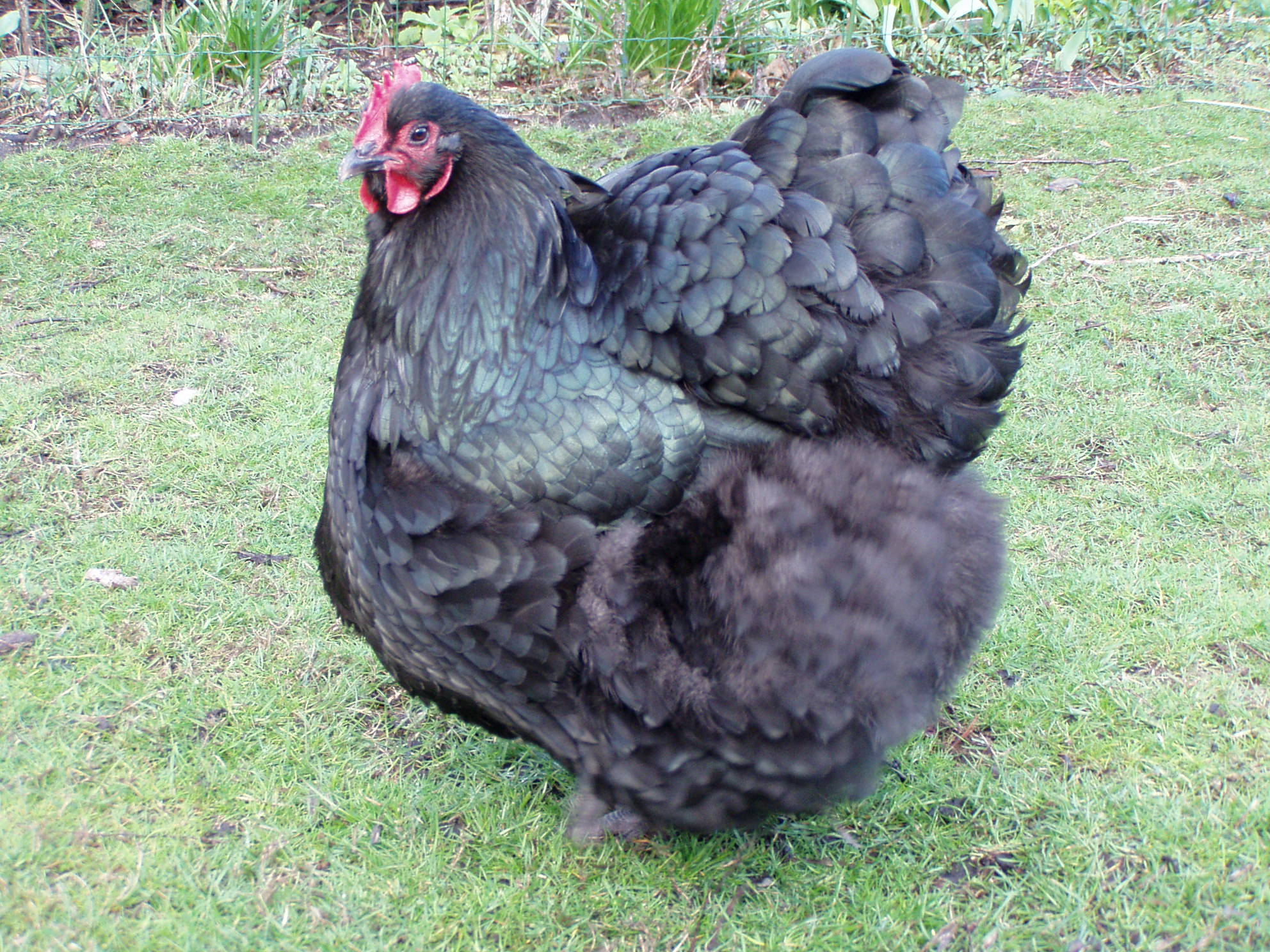
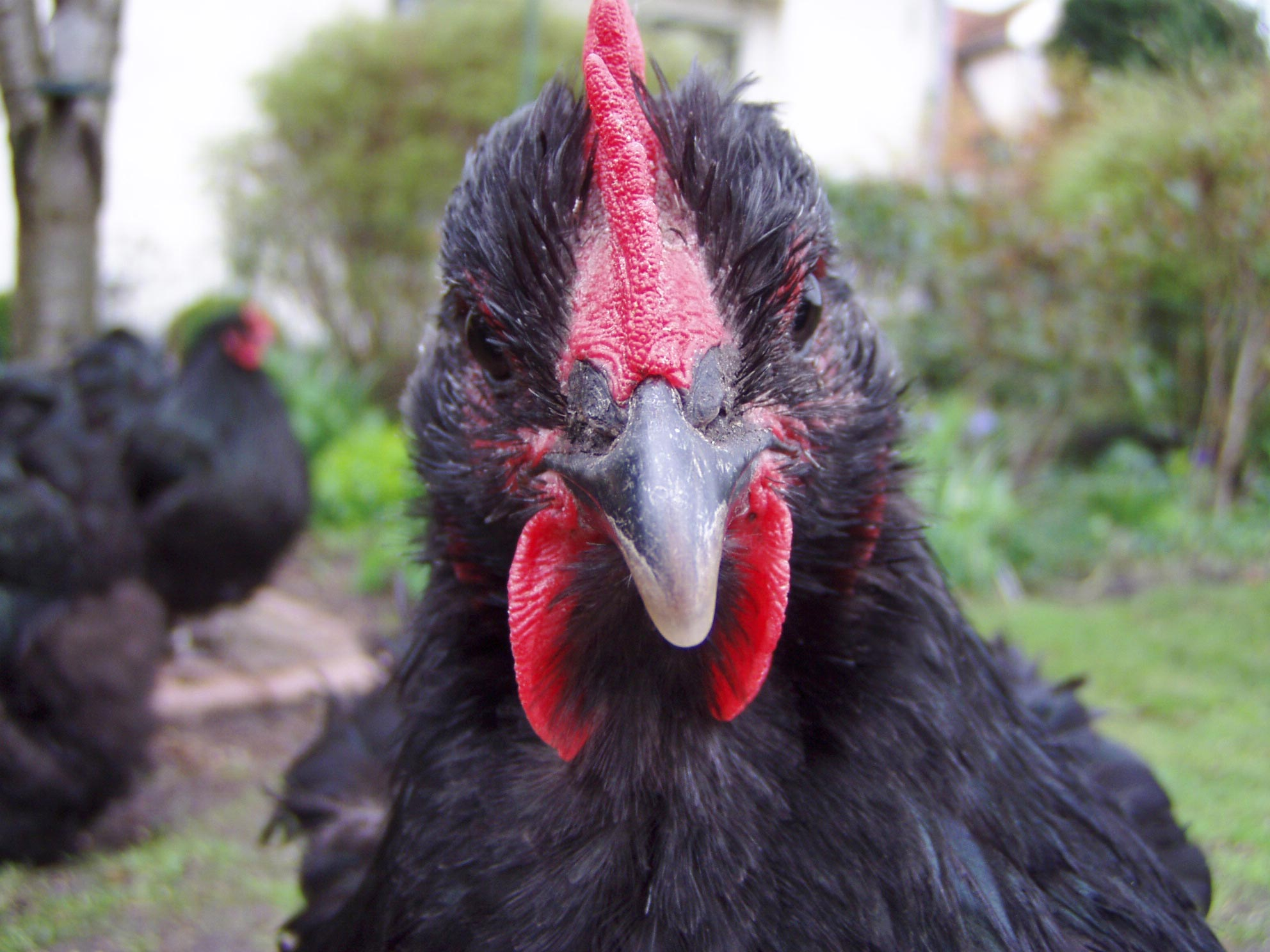
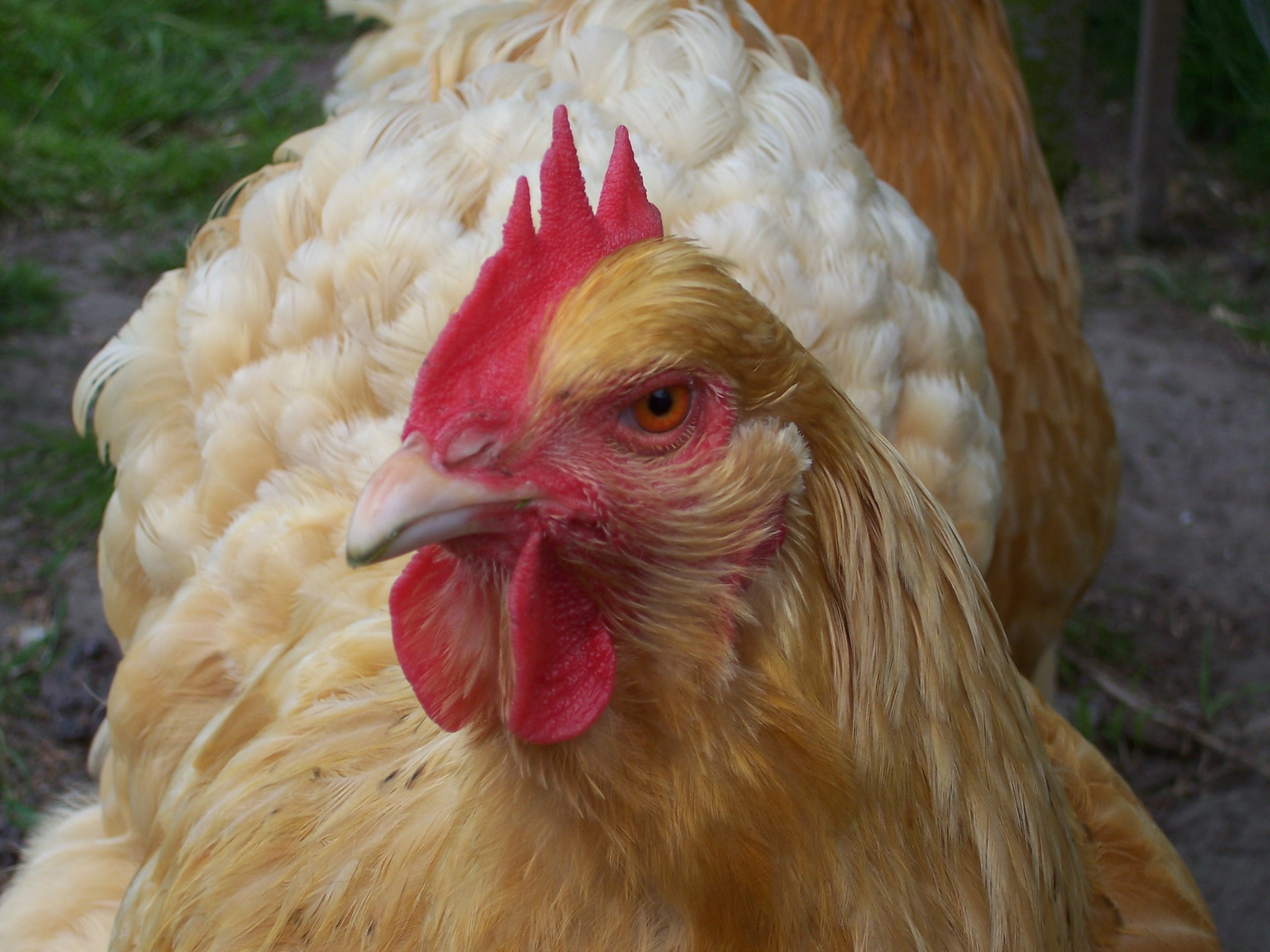
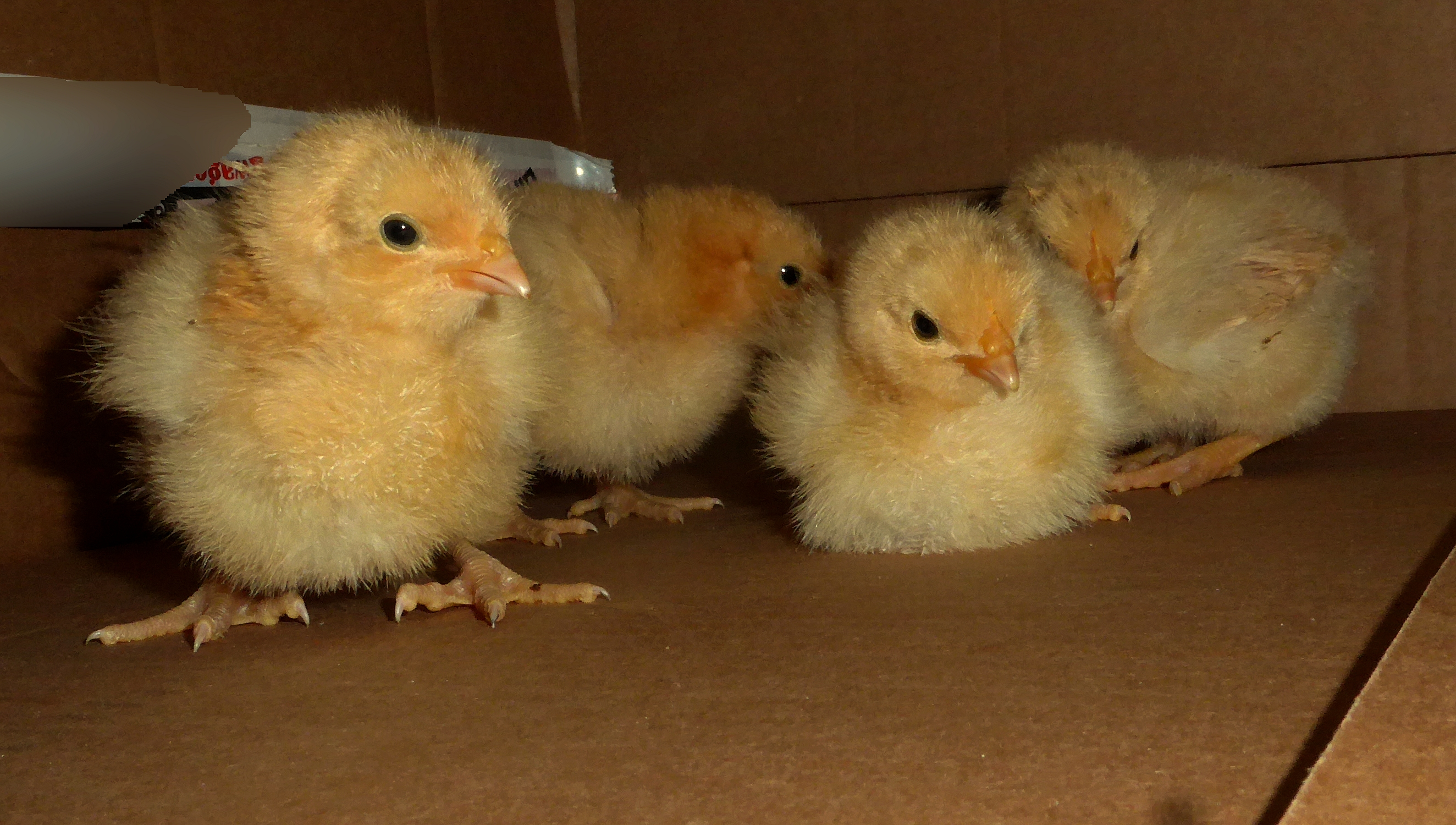
Orpington buff 7 dagen
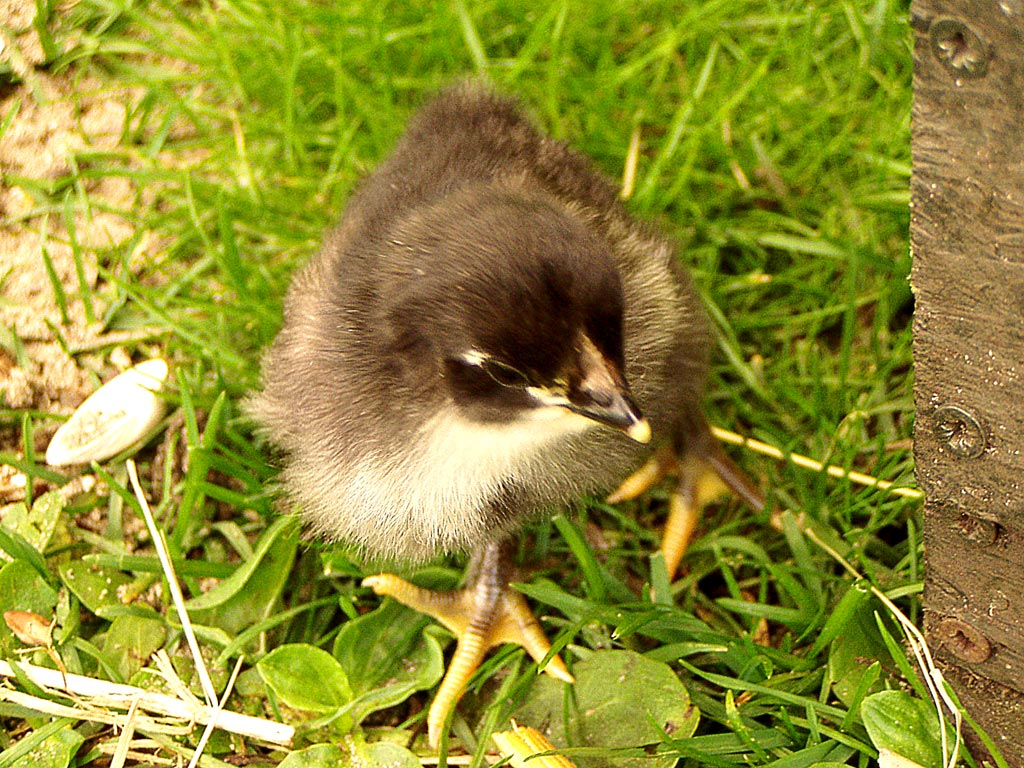
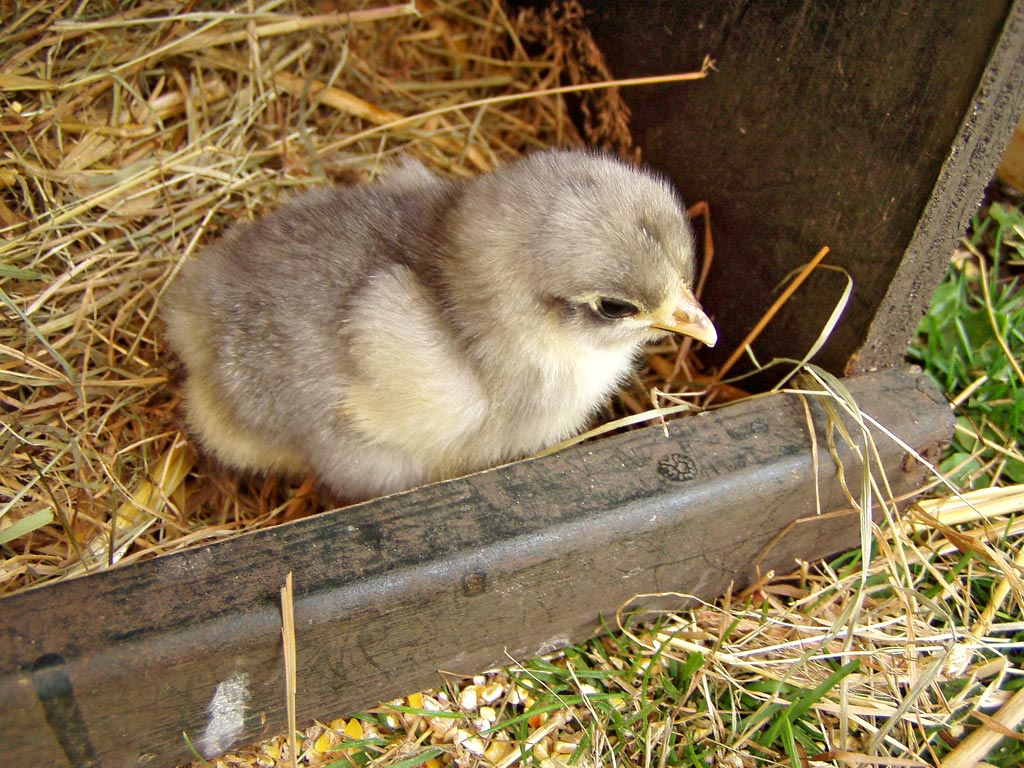
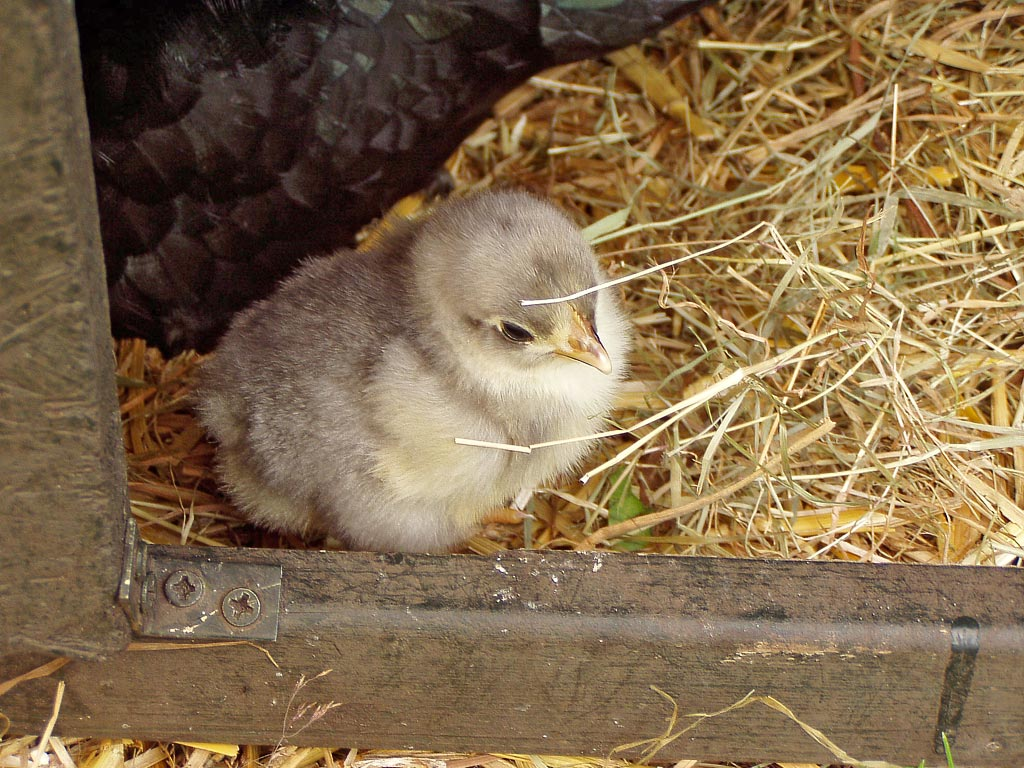
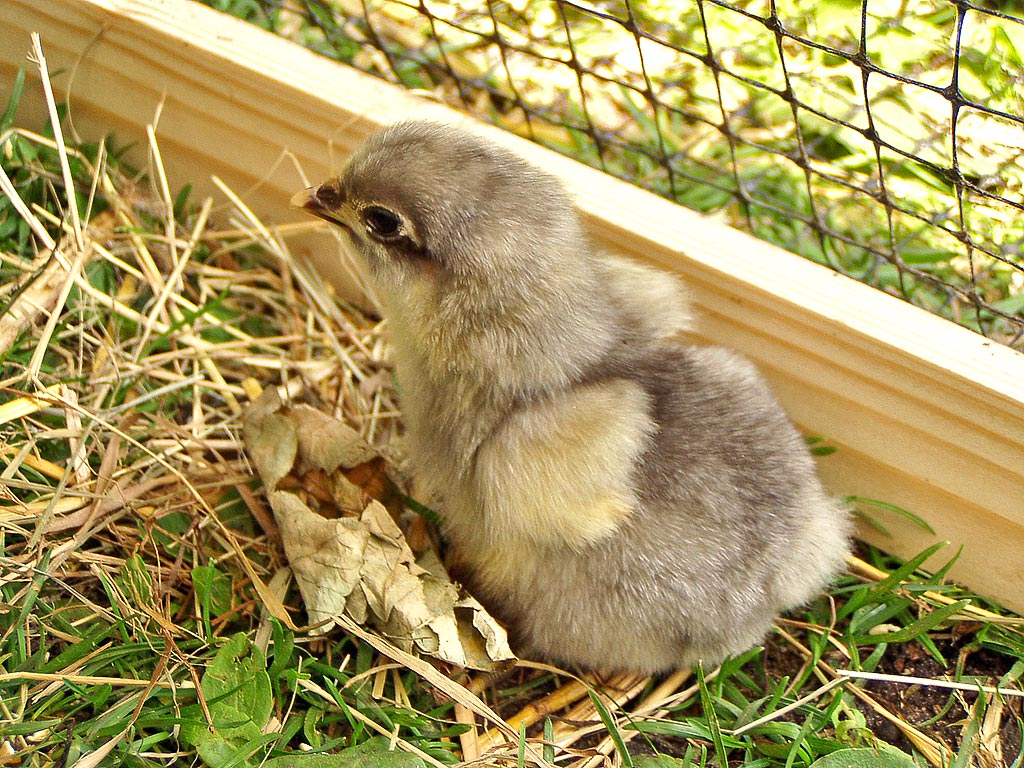
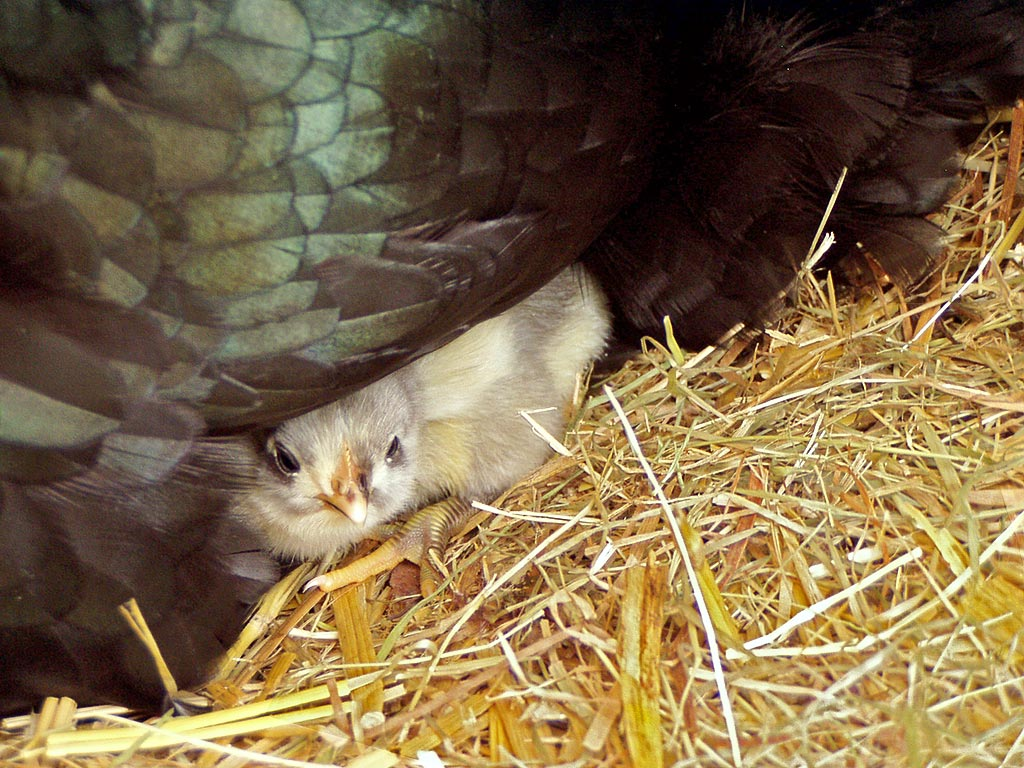